# بوگاد
بوگاد (به مجاری:  Bogád) یک منطقهٔ مسکونی در مجارستان است که در ناحیه پچ واقع شده‌است.